# Bara (Portibi)
Bara is een bestuurslaag in het regentschap Padang Lawas Utara van de provincie Noord-Sumatra, Indonesië. Bara telt 538 inwoners (volkstelling 2010).